# О тех, кто украл Луну
«О тех, кто украл Луну» (пол. O dwóch takich, co ukradli księżyc) — польский детский фильм 1962 года, снятый на основе одноимённой повести Корнеля Макушинского. Фильм стал примечателен благодаря тому, что главные роли в нём сыграли тринадцатилетние братья Качиньские: Лех и Ярослав, в будущем ставшие видными политическими деятелями в Польше.

## Сюжет
Основной сюжет фильма разворачивается вокруг двух близнецов — Яцека и Плацека из деревни Запецек. Братья предстают перед зрителем как ленивые, жестокие, эгоистичные мальчишки, проделки которых причиняют неприятности всем односельчанам. Подростки готовы на всё, лишь бы жить припеваючи, не трудясь. Для этого они задумали добраться до Луны (двойняшки уверены, что она сделана из чистого золота), украсть её и выгодно продать, обеспечив себе безбедную жизнь до скончания дней. Отправляясь в путь, они без зазрения совести прихватили с собой последнюю буханку хлеба, украв её у собственной матери (позже хлеб превращается в камень).
Пройдя долгий путь, близнецы всё-таки поймали Луну в свою сеть, но в результате получили одни проблемы. В поисках Луны они посетили города Сараделлу и Мортаделлу, а потом угодили в лапы разбойников. Те привели их в Золотой Город, где всё было сделано из золота. Любой, кто прикасался там к золоту, сам становился золотым. Та же участь постигла и всех разбойников.
Пережив немало приключений и невзгод, Яцек и Плацек вернулись в родной Запецек уже не теми шалопаями, мечтающими лишь о богатстве и сытой жизни в безделье. Под влиянием перенесённых испытаний в них даже пробудилась совесть.

## В ролях
- Лех Качиньский — Яцек (озвучивала Мария Янецкая, дублировала Надежда Румянцева)
- Ярослав Качиньский — Плацек (озвучивала Данута Манцевич, дублировала Мария Виноградова)
- Людвик Бенуа — отец близнецов (дублировал Вадим Захарченко)
- Хелена Гроссувна — мать близнецов (дублировала Екатерина Савинова)
- Ядвига Курылюк — мать Неборака
- Януш Страхоцкий — староста деревни Запецек (дублировал Ян Янакиев)
- Тадеуш Возняк — учитель деревни Запецек (дублировал Анатолий Кубацкий)
- Вацлав Ковальский — кузнец
- Станислав Мильский — сапожник
- Хенрик Моджевский — портной
- Бронислав Дарский — крестьянин Барнаба
- Януш Клосиньский — наместник Мортаделлы (дублировал Сергей Курилов)
- Адам Павликовский — наместник Сараделлы
- Мариан Войтчак — предводитель разбойников
- Ежи Вальчак — разбойник
- Здзислав Любельский — разбойник
- Хенрик Сташевский — разбойник
- Рышард Рончевский — разбойник «Потрошитель»
- Влодзимеж Скочиляс — разбойник «Тяни-Толкай»
- Тадеуш Шмидт — разбойник «Кровавая Кишка»
- Юзеф Лодыньский — разбойник «Картофель»
- Мариан Коциняк — Неборак (нет в титрах)
- Михал Шевчик
- Мариуш Бенуа

На русский язык фильм дублирован на киностудии «Мосфильм» в 1964 году. 
- Режиссёр дубляжа — Наум Трахтенберг
- Звукооператор — Раиса Маргачёва